# Cyanoramphus malherbi
El perico maorí montano (Cyanoramphus malherbi) es una especie de ave psittaciforme de la familia Psittaculidae endémica de Nueva Zelanda. El nombre científico de la especie honra al ornitólogo francés Alfred Malherbe. La especie se encuentra en peligro crítico de extinción con una población de entre 50 y 249 individuos en estado salvaje.
Durante muchos años se consideró una subespecie o variante de color del perico maorí cabecigualdo (Cyanoramphus auriceps), pero una investigación genética demostró que es una especie separada. Vive en bosques dominados por árboles Nothofagus de la isla Sur de Nueva Zelanda, a pesar de que pueden haber tenido una gama más amplia de hábitats antes de la llegada de los humanos. Está amenazado por la tala de los bosques primarios que le proporcionaba árboles viejos donde anidar, por el exceso de pastoreo de los arbustos de los que se alimentaba y por la depredación de mamíferos invasores introducidos como ratas, armiños y gatos.